# Karla Runkehl
Karla Runkehl, auch Carla Runkehl (* 7. November 1930 in Stettin; † 24. Dezember 1986 in Kleinmachnow) war eine deutsche Schauspielerin.

## Leben
Sie verließ vorzeitig die Oberschule in Greifswald und zog 1947 nach Berlin. Dort erhielt sie Schauspielunterricht im Nachwuchsstudio der DEFA, den sie 1951 mit dem Staatsexamen abschloss. In der Spielzeit 1951/52 gab sie am Deutschen Theater ihr Debüt als Stubenmädchen in George Bernhard Shaws Pygmalion. Später spielte sie als Lidi in Der Putenhirt von Julius Hay und 1958 als Lowise in Peter Hacks Der Müller von Sanssouci. Gastspiele führten sie an das Staatstheater Dresden, das Volkstheater Rostock sowie nach Bremen und Stettin.
Bereits ab 1950 trat Karla Runkehl auch in Filmen auf. Bekannt wurde sie als Änne Harms in der zweiteiligen propagandistischen Großproduktion über das Leben des Kommunistenführers Ernst Thälmann. Ihre Darstellung des Werdegangs vom Hamburger Arbeitermädchen zur charakterlich und politisch gefestigten Frau und Mutter galt als Inbegriff des sozialistischen Frauenbilds. Auch die nachfolgenden Filme stilisierten sie zum Vorbild der DDR-Jugend. 1959 erhielt sie den Kunstpreis der DDR.
In späteren Jahren wurde Karla Runkehl wieder zur Nebendarstellerin. Sie starb im Dezember 1986 im Alter von 56 Jahren und ist auf dem Waldfriedhof Kleinmachnow beerdigt.

## Filmografie
- 1950: Saure Wochen – frohe Feste
- 1951: Corinna Schmidt
- 1952: Frauenschicksale
- 1954: Ernst Thälmann – Sohn seiner Klasse
- 1954: Hexen
- 1955: Ernst Thälmann – Führer seiner Klasse
- 1956: Genesung
- 1956: Schlösser und Katen (2 Teile)
- 1957: Du sollst nicht töten (TV)
- 1958: Nur eine Frau
- 1959: Der Ritter vom Mirakel (TV)
- 1959: Maibowle
- 1960: Einer von uns
- 1960: Gerichtet bei Nacht (TV)
- 1960: Ärzte
- 1961: Urlaub ohne Dich
- 1961: Der Mord an Rathenau (TV)
- 1961: Die Frau am Pranger (TV)
- 1962: Die Igelfreundschaft
- 1962: Die aus der 12b
- 1962: Mord ohne Sühne
- 1962: Die Entdeckungen des Julian Böll
- 1962: Ach, du fröhliche …
- 1963: Daniel und der Weltmeister
- 1965: Der Frühling braucht Zeit
- 1967: Der Fall hinauf (TV)
- 1967: Elisabeth Trowe (TV)
- 1968/87: Die Russen kommen
- 1970: Im Spannungsfeld
- 1973: Unterm Birnbaum
- 1974: … verdammt, ich bin erwachsen
- 1974: Johannes Kepler
- 1974: Ich war in Honolulu – Wetten?
- 1974: Am Ende der Welt
- 1975: Der Staatsanwalt hat das Wort: Hilfe für Maik (TV-Reihe)
- 1975: Fischzüge (Fernsehfilm)
- 1977: Die unverbesserliche Barbara
- 1978: Sabine Wulff
- 1978: Kur-Schatten (TV)
- 1980: Oben geblieben ist noch keiner (TV)
- 1980: Die Verlobte
- 1980: Nicht verzagen, Trudchen fragen (TV)
- 1980: Pugowitza
- 1981: Die Kolonie
- 1982: Romanze mit Amélie
- 1982: Sonjas Rapport
- 1983: Alleinstehend (TV)
- 1984: Fischzüge (TV)
- 1986: Rabenvater